# Bobsleje na Zimowych Igrzyskach Olimpijskich 1976
Bobsleje na Zimowych Igrzyskach Olimpijskich 1976 – zawody bobslejowe podczas igrzysk olimpijskich w Innsbrucku, które odbyły się między 6 i 14 lutego 1976 roku na torze Kunsteisbahn Bob-Rodel Igls. Dyscyplina ta znalazła się w programie olimpijskim po raz 11. w historii. Rozegrano dwie konkurencje: dwójki mężczyzn i czwórki mężczyzn. W obydwu konkurencjach złote medale przypadły zawodnikom z Niemieckiej Republiki Demokratycznej.

## Medaliści
| Konkurencja   | Złoto                                                                                  | Wynik   | Srebro                                                                  | Wynik   | Brąz                                                                                 | Wynik   |
| Ślizg dwójek  | NRD (NRD-2) Meinhard Nehmer · Bernhard Germeshausen                                    | 3:44,42 | RFN (RFN-1) Wolfgang Zimmerer · Manfred Schumann                        | 3:44,99 | Szwajcaria (CHE-1) Erich Schärer Joseph Benz                                         | 3:45,70 |
| Ślizg czwórek | NRD (NRD-1) Meinhard Nehmer · Jochen Babock · Bernhard Germeshausen · Bernhard Lehmann | 3:40,43 | Szwajcaria (CHE-2) Erich Schärer Ulrich Bächli Rudolf Marti Joseph Benz | 3:40,89 | RFN (RFN-1) Wolfgang Zimmerer · Peter Utzschneider · Bodo Bittner · Manfred Schumann | 3:41,37 |

## Wyniki

### Ślizg dwójek
| Poz. | Reprezentacja      | Zawodnicy                             | Ślizgi | Ślizgi | Ślizgi | Ślizgi | Czas    |
| Poz. | Reprezentacja      | Zawodnicy                             | 1.     | 2.     | 3.     | 4.     | Czas    |
| ---- | ------------------ | ------------------------------------- | ------ | ------ | ------ | ------ | ------- |
| 1.   | NRD (NRD-2)        | Meinhard Nehmer Bernhard Germeshausen | 56,24  | 56,04  | 55,87  | 56,27  | 3:44,42 |
| 2.   | RFN (RFN-1)        | Wolfgang Zimmerer Manfred Schumann    | 56,09  | 56,31  | 56,26  | 56,33  | 3:44,99 |
| 3.   | Szwajcaria (CHE-1) | Erich Schärer Joseph Benz             | 56,43  | 56,53  | 56,33  | 56,41  | 3:45,70 |
| 4.   | Austria (AUT-2)    | Fritz Sperling Andreas Schwab         | 56,06  | 56,19  | 56,73  | 56,76  | 3:45,74 |
| 5.   | RFN (RFN-2)        | Georg Heibl Fritz Ohlwärter           | 56,36  | 56,43  | 56,59  | 56,75  | 3:46,13 |
| 6.   | Austria (AUT-1)    | Dieter Delle Karth Franz Köfel        | 56,56  | 56,52  | 56,76  | 56,62  | 3:46,37 |
| 7.   | NRD (NRD-1)        | Horst Schönau Raimund Bethge          | 56,89  | 56,79  | 56,74  | 56,55  | 3:46,97 |
| 8.   | Włochy (ITA-1)     | Giorgio Alverà Franco Perruquet       | 56,62  | 56,71  | 56,84  | 57,13  | 3:47,30 |
| 9.   | Szwecja            | Carl-Erik Eriksson Kenth Rönn         | 57,09  | 57,20  | 57,16  | 56,96  | 3:48,41 |
| 10.  | Szwajcaria (CHE-2) | Fritz Lüdi Thomas Hagen               | 56,95  | 57,32  | 57,35  | 57,48  | 3:49,10 |

### Ślizg czwórek
| Pozycja | Reprezentacja      | Zawodnicy                                                            | Ślizgi | Ślizgi | Ślizgi | Ślizgi | Czas    |
| Pozycja | Reprezentacja      | Zawodnicy                                                            | 1.     | 2.     | 3.     | 4.     | Czas    |
| ------- | ------------------ | -------------------------------------------------------------------- | ------ | ------ | ------ | ------ | ------- |
| 1.      | NRD (NRD-1)        | Meinhard Nehmer Jochen Babock Bernhard Germeshausen Bernhard Lehmann | 54,43  | 54,64  | 55,51  | 55,85  | 3:40,43 |
| 2.      | Szwajcaria (CHE-2) | Erich Schärer Ulrich Bächli Rudolf Marti Joseph Benz                 | 54,96  | 55,81  | 55,28  | 55,84  | 3:40,89 |
| 3.      | RFN (RFN-1)        | Wolfgang Zimmerer Peter Utzschneider Bodo Bittner Manfred Schumann   | 54,82  | 55,87  | 55,53  | 56,15  | 3:41,37 |
| 4.      | NRD (NRD-2)        | Horst Schönau Horst Bernhardt Harald Seifert Raimund Bethge          | 55,11  | 55,12  | 55,63  | 56,58  | 3:42,44 |
| 5.      | RFN (RFN-2)        | Georg Heibl Hans Morant Siegfried Radandt Fritz Ohlwärter            | 54,92  | 54,98  | 55,70  | 56,87  | 3:42,47 |
| 6.      | Austria (AUT-2)    | Werner Delle Karth Andreas Schwab Heinz Krenn Otto Breg Franz Köfel  | 54,66  | 55,80  | 56,10  | 56,65  | 3:43,21 |
| 7.      | Austria (AUT-1)    | Fritz Sperling Kurt Oberhöller Gerd Zaunschirm Dieter Gehmacher      | 55,51  | 55,62  | 56,05  | 56,61  | 3:43,79 |
| 8.      | Rumunia (ROU-1)    | Dragoș Panaitescu-Rapan Paul Neagu Costel Ionescu Gheorghe Lixandru  | 55,54  | 55,51  | 56,18  | 56,68  | 3:43,91 |
| 9.      | Szwajcaria (CHE-2) | Fritz Lüdi Thomas Hagen Rudolf Schmid Karl Häseli                    | 55,29  | 55,33  | 56,37  | 57,05  | 3:44,04 |
| 10.     | Francja            | Gérard Christaud-Pipola Alain Roy André Belle Serge Hissung          | 55,75  | 55,66  | 56,43  | 57,06  | 3:44,90 |

## Klasyfikacja medalowa
| Miejsce | Państwo    | złoto | srebro | brąz | Razem |
| ------- | ---------- | ----- | ------ | ---- | ----- |
| 1.      | NRD        | 2     | 0      | 0    | 2     |
| 2.      | RFN        | 0     | 1      | 1    | 2     |
| 2.      | Szwajcaria | 0     | 1      | 1    | 2     |